# Codex Rohonczi

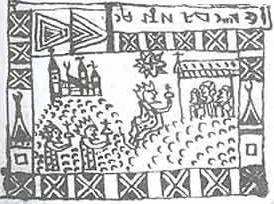
Una ilustración del códice.

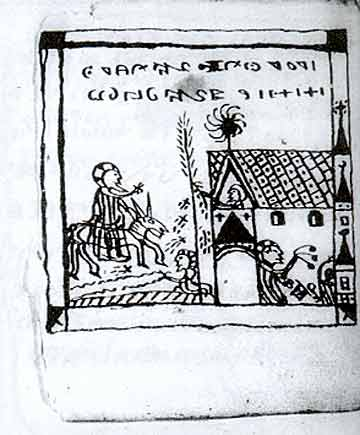
Posible culto solar, natividad, cruces y un típico monasterio moldavo.

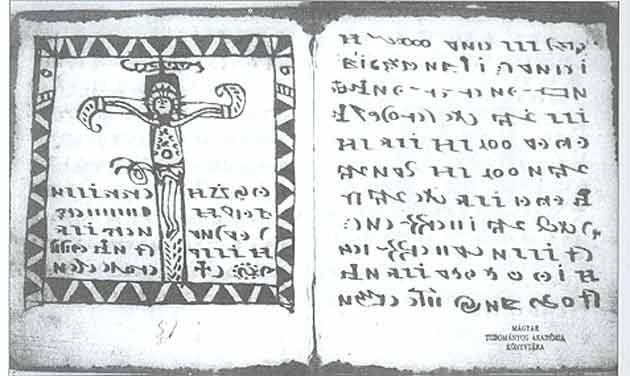
Crucifixión.

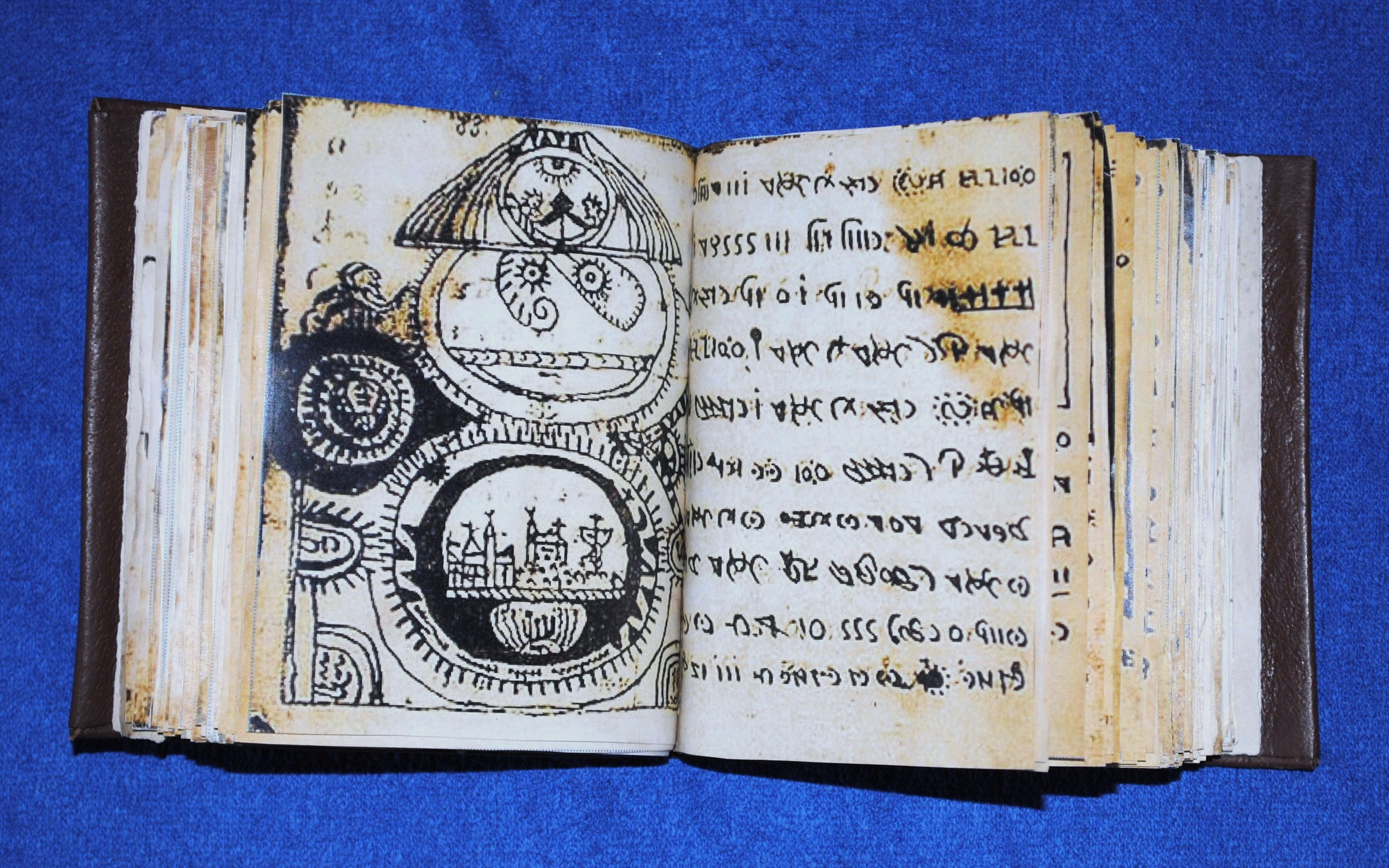
Una copia del libro.

El Codex Rohonczi es una colección de escritos en un sistema de escritura desconocido.

## Historia
El origen del códice es incierto. Fue donado en 1838 a la Academia de Ciencias de Hungría por el conde húngaro Gusztáv Batthyány, junto al resto de su biblioteca. 
Recibe el nombre de la ciudad de Rohoncz, en el oeste de Hungría (actualmente Rechnitz, Austria), donde permaneció hasta 1907, cuando es trasladado a Budapest. En esta época, el códice es mencionado en la obra de Béla Tóth "Magyar ritkaságok" (Curiosidades húngaras). El códice también fue remitido en 1885 a Bernhard Jülg, un investigador alemán y profesor en la Universidad de Innsbruck, sin que pudiera descifrarlo.
Una posible huella de su pasado puede ser el registro en el catálogo de la Biblioteca Rohoncz de los Batthyány en 1743, que dice "Magyar imádságok, volumen I. in 12" (Oraciones húngaras primer volumen, duodécimo). El tamaño y su contenido coinciden con los del códice, pero esta es toda la información que fue ingresada al catálogo, lo que solo podría ser un indicio.
El códice fue estudiado por el húngaro Ferenc Toldy en 1840, luego por Pál Hunfalvy, sin ningún resultado. El paleógrafo austriaco Dr. Mahl revisó su validez, Josef Jirecek y su hijo Konstantin, ambos profesores universitarios en Praga, estudiaron 32 páginas del códice entre 1884-1885 sin resultados. Mihály Munkácsy, el conocido pintor húngaro, llevó el códice a París para estudiarlo entre 1890-92, pero tampoco obtuvo resultado alguno.
La mayoría de los científicos húngaros consideran al códice como un engaño de Sámuel Literáti Nemes (1796-1842), anticuario húngaro-transilvano y cofundador de la Biblioteca Nacional Széchényi en Budapest, conocido por varias falsificaciones históricas (la mayoría de la década de 1830) que incluso engañaron a muchos eruditos de su tiempo. Esta opinión se remonta a 1866 y surgió de Károl Szabó (1824-1890), historiador húngaro. También fue defendida por Fejérpataky (1878) y por Pintér (1930). Béla Tóth (1899) y Csaba Csapodi (1973) mencionan esta opinión como probable.

## Características
El códice tiene 448 páginas de 12x10 cm, teniendo alternativamente 9 y 14 filas de símbolos. Junto al texto hay 87 ilustraciones que incluyen escenas religiosas, laicas, y militares. Las ilustraciones indican un entorno en el que cristianos, paganos, y musulmanes coexisten; los símbolos de la cruz, la media luna, y el sol/esvástica son omnipresentes.
El número de símbolos usados en el códice es cerca de 10 veces superior a los de cualquier alfabeto conocido, pero algunos símbolos aparecen raramente, por lo que podría tratarse no de un alfabeto, sino un silabario, o similar a los ideogramas chinos.
El estudio del papel usado indica que fue realizado probablemente en papel veneciano hacia 1430.

## Idioma
El idioma en el que fue escrito es desconocido. Se ha propuesto el húngaro, el dacio, el rumano y otros. Ha habido algunos intentos por descifrar el significado del documento.

## Traducciones hipotéticas
Ninguna de la soluciones hipotéticas ha sido ampliamente aceptada en la comunidad académica.

### Sumero-húngara
Attila Nyíri en Hungría después de estudiar dos páginas, colocó las páginas al revés y convirtió los símbolos en las letras más semejantes a ellos (a veces un símbolo equivalía a diferentes letras y viceversa) y luego los juntó para formar palabras. El texto obtenido es posiblemente litúrgico. Al inicio dice: Eljött az Istened. Száll az Úr. Ó. Vannak a szent angyalok. Azok. Ó.; traducción: Tu Dios ha venido. El Señor vuela. Oh. Hay santos ángeles. Ellos. Oh..
Ottó Gyürk criticó los resultados obtenidos por Nyíri por su método de desciframiento demasiado permisivo, y por suponer que el idioma húngaro desciende del sumerio sin poseer mayores evidencias al respecto.

### Dacio-rumana
Una traducción fue propuesta por la filóloga rumana Viorica Enăchiuc por la semejanza con las escrituras dacia y de la región del Danubio (c. 1500 a. C.). Según esa traducción, aparentemente relacionada con el latín vulgar, el rumano primitivo y escrita en alfabeto dacio, sería la historia de las guerras del pueblo Blaki (valacos) contra los cumanos y pechenegos; menciona un eclipse solar (1090 d. C.); aparecen topónimos e hidrónimos tales como Arad, Dridu, Olbia, Ineu, Rarău, Dniester y Tisa; así como contactos diplomáticos entre Vlad y Alejo Comneno y entre Constantino X Ducas y Roberto de Flandes. El inicio del capítulo (página 244) dice (de derecha a izquierda, de abajo hacia arriba): Solrgco zicjra naprzi olto co sesvil cas; traducción: Oh, Sol de vida deja escribir [lo] que abarca el tiempo.. Deteti lis vivit neglivlu iti iti itia niteren titius suonares imi urast ucen'; traducción: ¡En grandes cantidades, en feroz batalla, sin miedo ir, ir como un héroe. Irrumpir con gran ruido, para atacar y derrotar al húngaro!
Por un lado, han criticado el método de Enăchiuc para traducir. Los símbolos en el mismo contexto fueron convertidos en letras diferentes por lo que los patrones originales del código se han perdido. Por otra parte, Enăchiuc es criticada como lingüista e historiadora y su glosario provoca dudas sobre su autenticidad, que hacen que no se califique su trabajo como científico.

### Brahmi-hindí
Mahesh Kumar Singh de la India afirma que el documento está escrito de derecha a izquierda y de arriba hacia abajo con una variante de escritura brahmi. Tradujo las primeras 24 páginas para obtener un texto en hindi que luego vertió al húngaro. Concluyó que es una especie de evangelio apócrifo que en el prólogo habla sobre la infancia de Jesucristo. En las dos primeras líneas se lee: he bhagwan log bahoot garib yahan bimar aur bhookhe hai / inko itni sakti aur himmat do taki ye apne karmo ko pura kar sake. En húngaro: Óh, Istenem! Itt a nép nagyon szegény, beteg és szűkölködik, ezért adj nekik elegendő tehetséget és erőt, hogy kielégíthessék a szükségleteiket!. Traducción: ¡Oh, Dios mío! Aquí el pueblo es paupérrimo, enfermo y hambriento, por lo tanto dales suficiente fuerza y poder [para] que puedan satisfacer sus necesidades.
El trabajo de Singh fue criticado en el siguiente número de la gaceta. Su traducción carece de consistencia y se considera un fraude.

### Antiguo alfabeto húngaro
Marius-Adrian Oancea considera que el códice trata temas relacionados con el Nuevo Testamento, el lenguaje del códice es el húngaro y las palabras se codifican en una versión del antiguo alfabeto húngaro también conocido como székely rovásírás o székely-magyar rovás. Su solución propuesta está publicada electrónicamente en rohoncbyoancea.blogspot.com.br.

## Intentos sistemáticos
Una investigación metódica (y exitosa) de los símbolos fue llevada a cabo por Ottó Gyürk, quien examinó secuencias repetidas para encontrar secuencias de la dirección del texto (supone escritura derecha-izquierda y arriba-abajo y paginación izquierda-derecha) e identificar números en el texto. Posteriores comentarios sugieren más conjeturas basadas en estadística pero no publicadas.
Miklós Locsmándi en la década de 1990 hizo una investigación basada en computadora y confirmó lo descubierto por Gyürk y otros. Sin mucha base, afirmó que el símbolo "i" es un delimitador de sentencia (pero también significa "11" y quizá un lugar de delimitador de valor en los números). Estudió los símbolos diacríticos (varios puntos) pero no encontró peculiaridades en su empleo. Tampoco encontró rastros de sufijos característicos del lenguaje húngaro, por lo que asumió que no estaba escrito en ese lenguaje. No pudo probar que el código no fuese una farsa, pero al observar la regularidades en el texto rechazó que se tratase de un fraude.
Las investigaciones se han intensificado recientemente. Benedek Láng resumió los intentos previos en un libro monográfico. Arguyó que el códice no es un fraude (contrario a la opinión mayoritaria), y que es un texto codificado. Podría ser (1) un cifrado, (2) un sistema de caligrafía, o (3) un lenguaje artificial.
En 2010 Gábor Tokai publicó una serie de tres artículos breves en la gaceta científica húngara Élet és Tudomány. Tokai intentó fechar el códice por analogía de sus ilustraciones sin conclusiones claras y fue la primera de su clase. Aunque no descarta que se trate de un fraude, piensa que las regularidades del texto indican que tiene significado. Varios meses después publicó otros dos breves artículos en el cual encontró cosas específicas. Se basó en las ilustraciones y caracteres (como el INRI en la cruz). Aunque sus resultados son muy hipotéticos, identificó los códigos de los cuatro evangelistas en referencias bíblicas por nombre y un número, posiblemente capítulos al estilo bíblico. Basado en los trabajos de Gyürk y Locsmándi, halló números de cuatro dígitos en el texto los cuales serían posibles años a manera de cronología tipo Anno Mundi.
Levente Zoltán Király hizo un gran avance en describir algunos elementos estructurales con un método de corte de texto en frases con buena probabilidad. Identificó una sección de 7 páginas que fue dividida por encabezados numerados con una sección completa precedida por su tabla de contenidos. También halló los códigos de los cuatro evangelistas, lo que lo llevó a argumentar acerca de un "sistema de encabezados de capítulos" en código con referencias bíblicas. Mostró que la estructura de los capítulos no está presente en los primeros cuatro de los libros porque contiene una narración de la pasión de Cristo.
Como resultado del trabajo cooperativo de Gábor Tokai y Levente Zoltán Király, el código aparentemente ha sido roto. La mayor publicación de ambos todavía no ha visto la luz pero sus primeros resultados ya han sido impresos en húngaro. Según ellos, el manuscrito es un sistema de código que no indica la estructura interna de las palabras y el lenguaje es probablemente artificial (como propuso Benedek Láng). Afirman que el códice contiene la fecha de 1593 d. C. como probable referencia a su escritura. También afirman que por sus característica se trataría de un opúsculo católico o un breviario de la época, con paráfrasis de frases del Nuevo testamento (principalmente los evangelios) y algo de material no canónico como el regreso de Set a la puerta del Paraíso o plegarias de la Virgen María.

## Biografía
- JERNEY, János (1844), "Némi világosítások az ismeretlen jellemű rohonczi írott könyvre (= Some Enlightenments Concerning the Rohonc Manuscript Book of Unknown Character)" (in Hungarian), Tudománytár 8 (new series) (Vol. 15, Book 1.): 25–36
- TOLDY, Ferenc (1851) (in Hungarian), A magyar nemzeti irodalom története (= The History of the Literature of the Hungarian Nation), 1, Pest, p. 28
- SZABÓ, Károly (1866), "A régi hun-székely írásról (= Of the Old Hun-Székely Writing System]" (in Hungarian), Budapesti Szemle 6: 123–124
- FEJÉRPATAKY, László (1878) (in Hungarian), Irodalmunk az Árpádok korában (= Our Literature in the Age of the Árpáds), Budapest, p. 3
- NÉMÄTI, Kálmán (1889) (in Hungarian), A Rohonczi Codex Ábéczéje (= The Alphabet of the Rohonc Codex), manuscript in possession of the Hungarian Academy of Sciences
- NÉMÄTI, Kálmán (1892) (in Hungarian), Rohonczi Codex Tantétel (= Rohonc Codex Doctrine), Budapest
- TÓTH, Béla (1899), Magyar ritkaságok (Curiosa Hungarica) (= Hungarian Rarities), Budapest: Athenaeum, pp. 18–20. (2nd, enlarged edition: 1907, pp. 20–22.), reprint: Budapest, Laude Kiadó, 1998 (ISBN 963-9120-16-2); Budapest, Anno, 2004 (ISBN 963-375-277-9) (Hungarian)
- PINTÉR, Jenő (1930) (in Hungarian), ~ magyar irodalomtörténete (= Jenő Pintér's History of Hungarian Literature), 1, Budapest, pp. 43 and 724–725.
- GYÜRK, Ottó (1970), "Megfejthető-e a Rohonci-kódex? (= Can the Rohonc Codex Be Solved?)" (in Hungarian), Élet és Tudomány 25: 1923–1928
- CSAPODI, Csaba (1973) (in Hungarian), A "Magyar Codexek" elnevezésű gyűjtemény (K 31 - K 114) (= The Collection "Hungarian Codices"), Catalogues of the Manuscript and Old Books Department of the Library of the Hungarian Academy of Sciences, 5, Budapest, p. 109
- The official library description of the manuscript (Csapodi, 1973)
- RÉVAY, Zoltán (1978) (in Hungarian), Titkosírások. Fejezetek a rejtjelezés történetéből (= Secret Codes: Chapters from the History of Cryptography), Budapest: Zrínyi Katonai Kiadó, pp. 57–59, ISBN 963-326-256-9
- KELECSÉNYI, Gábor (1988) (in Hungarian), Múltunk neves könyvgyűjtői (= Famous book collectors of our past), Budapest: Gondolat, ISBN 963-282-032-0
- NYÍRI, Attila (1996), "Megszólal 150 év után a Rohonci-kódex? (= After 150 Years the Rohonc Codex Starts to Speak?)" (in Hungarian), Theologiai Szemle 39: 91–98 = "A Rohonci-kódexről (= About the Rohonc Codex)", Turán (4): 85–92, 2004
- GYÜRK, Ottó (1996), "Megszólal a Rohonci-kódex? (= Does the Rohonc Codex Really Speak?)" (in Hungarian), Theologiai Szemle 39: 380–381
- ENĂCHIUC, Viorica (2002) (in Romanian and French), Rohonczi Codex: descifrare, transcriere şi traducere (Déchiffrement, transcription et traduction), Alcor Edimpex SLR, ISBN 973-8160-07-3
- UNGUREANU, Dan (6 de mayo de 2003), "Nu trageti in ambulanta" (in Romanian), Observator Cultural (167)
- SINGH, Mahesh Kumar; BÁRDI, László (2004), "Rohonci Kódex (Hindi-Hungarian interlinear publication of folios 1-13, with introductory notes)" (in transliterated Hindi, and Hungarian), Turán (2004/6 = 2005/1): 9–40
- LOCSMÁNDI, Miklós (2004), "A Rohonci Kódex. Egy rejtélyes középkori írás megfejtési kísérlete (= The Rohonc Codex: An Attempt to Decipher a Mysterious Medieval Script)" (in Hungarian), Turán (2004/6 = 2005/1): 41–58
- VARGA, Géza (2005), "A Rohonczi [sic!] Kódexről. Olvasói levél (= About the Rohonc Codex. A letter to the editor)" (in Hungarian), Turán (2005/2-3): 195–197
- VARGA, Csaba (2005), "A Rohonczi [sic!] Kódex Mahesh Kumar Singh-féle olvasatának ellenőrzése. Olvasói levél (= A Critique of Mahesh Kumar Singh's Rendering of the Rohonc Codex. A letter to the editor)" (in Hungarian), Turán (2005/2-3): 198–202
- LÁNG, Benedek (2010), "Why don’t we decipher an outdated cipher system? The Codex of Rohonc" (in English), Cryptologia 34: 115–144 (with freely downloadable pre-print version)
- TOKAI, Gábor (2010), "A Rohonci-kódex művészettörténész szemmel (= The Rohonc Codex through the eyes of an art historian)" (in Hungarian), Élet és Tudomány LXV (2010/30, 32, 35): 938–940, 1004–1006, 1104–1106
- TOKAI, Gábor (2010–2011), "Az első lépések a Rohonci-kódex megfejtéséhez (= The first steps towards an undeciphering of the Rohonc Codex)" (in Hungarian), Élet és Tudomány LXV–LXVI (2010/52–53, 2011/2): 1675–1678, 50–53
- LÁNG, Benedek (2011) (in Hungarian), A Rohonci kód (= The Rohonc Code), Budapest: Jaffa, ISBN 978-963-9971-67-7
- KIRÁLY, Levente Zoltán (2011), "Struktúrák a Rohonci-kódex szövegében. Helyzetjelentés egy amatőr kutatásról (= Structures in the text of the Rohonc Codex: A status report on an amateur research)" (in Hungarian), Theologiai Szemle (2011/2): 82–93
- SCHMEH, Klaus (2012) (in German), Nicht zu knacken. Von ungelösten Enigma-Codes zu den Briefen des Zodiac-Killers, Carl Hanser Verlag, ISBN 978-3-446-42923-9